# Wohlfahrtswerk für Baden-Württemberg
Das Wohlfahrtswerk für Baden-Württemberg ist aus einer Initiative von Königin Katharina von Württemberg (1788–1819) hervorgegangen, die im Jahre 1817 eine koordinierende „Zentralleitung des Wohltätigkeitsvereins“ gründete. Heute ist das Wohlfahrtswerk mit Sitz in Stuttgart als Stiftung des bürgerlichen Rechts einer der großen Träger der Altenhilfe in Baden-Württemberg und betreut mit 1.900 Mitarbeitenden rund 2.000 ältere und pflegebedürftige Menschen. Das Wohlfahrtswerk für Baden-Württemberg ist Mitglied im Deutschen Paritätischen Wohlfahrtsverband und im Deutschen Verein für öffentliche und private Fürsorge.

## Aufgaben und Ziele
Das Wohlfahrtswerk für Baden-Württemberg verfolgt seit seiner Gründung zwei wesentliche Aufgaben: Soziale Dienstleistungen zu unterhalten und Innovationen auf sozialem Gebiet anzuregen und durchzusetzen. In der Stiftungssatzung wurde ein weiter Rahmen für die Tätigkeit der Stiftung festgeschrieben. Dazu gehört neben dem Betrieb von Einrichtungen und Diensten auch die Aus- und Weiterbildung im Sozialbereich, die Erprobung fortschrittlicher Methoden sozialer Arbeit, die Herausgabe von Publikationen sowie die Verwaltung anderer Stiftungen wie z. B. die von Rudolf Knosp und dessen Ehefrau Sophie.
An über 20 Standorten in Baden-Württemberg betreibt die nicht-konfessionelle Stiftung heute Pflegeheime, Senioren-Wohngemeinschaften, Betreutes Wohnen und ein Generationenhaus. Für Senioren, die zu Hause leben, werden ambulante Dienste, Kurzzeitpflege, Tages- und Nachtpflege, eine Rund-um-die-Uhr-Betreuung sowie mobile Essensdienste angeboten. Das Bildungszentrum des Wohlfahrtswerks führt Weiterbildungen für interne und externe Fachkräfte durch und bildet als „Private Berufsfachschule für Sozialpflege mit Schwerpunkt Alltagsbetreuung“ Servicehelfer im Sozial- und Gesundheitswesen sowie als „Berufsfachschule für Altenpflege und Altenpflegehilfe“ seit 2013 Altenpfleger und Altenpflegehelfer aus.
Mit rund 1.250 Teilnehmern pro Jahrgang ist das Wohlfahrtswerk nach der Diakonie, dem IB und dem Deutschen Roten Kreuz viertgrößter Träger des Freiwilligen Sozialen Jahrs (FSJ) in Baden-Württemberg und seit 2011 Träger des Bundesfreiwilligendienstes (BFD).

## Geschichte

### 19. Jahrhundert
Im Jahre 1817 gründete Königin Katharina von Württemberg Wohltätigkeitsvereine und setzte zu ihrer Koordinierung eine „Zentralleitung“ ein. Die Enkelin Katharina der Großen, Tochter des russischen Zaren Paul und Gemahlin König Wilhelms I., wollte die Armut im Lande bekämpfen und legte damit den Grundstein für eine neue Sozialpolitik in Württemberg. Ihr Ziel war es, mit dieser Institution Hilfe zur Selbsthilfe zu leisten sowie Prävention und Volkserziehung zu betreiben. Aufgabe der neuen Organisation waren die Koordination und der Aufbau von dezentralen Hilfsvereinen auf halbstaatlicher Basis mit Unterstützung von amtlichen Stellen und Kirchen. Praktisch ging es um die Versorgung der Menschen mit Nahrungsmitteln und Kleidern. In einem zweiten Schritt sollte für sie eine Beschäftigung gefunden werden. Königin Katharinas Überzeugung war: „Arbeit verschaffen hilft mehr als Almosen geben.“
Wesentliche Initiativen der Zentralleitung waren:
- die Einrichtung von „Rettungshäusern“ für verwahrloste Kinder
- der Ausbau der medizinischen Infrastruktur und der ärztlichen Versorgung
- die Gründung von „Industrieschulen“ zur Vermittlung von praktischen Fertigkeiten

Im Laufe des 19. Jahrhunderts wandelten sich die Schwerpunkte entsprechend den jeweils aktuellen Erfordernissen wie Naturkatastrophen, Kriegsfolgen oder Krankheitsbekämpfung. Ab Mitte des 19. Jahrhunderts positionierte sich die Organisation stärker als Initiator, Berater und Geldgeber für Vereine und Institutionen. In dieser Zeit ging es weniger um personenbezogene Einzelfallhilfe, sondern vielmehr um den Aufbau und die Verbesserung der sozialen Infrastruktur auf kommunaler Ebene.
Die Zeitschrift Blätter der Wohlfahrtspflege wurde 1848 ins Leben gerufen, damals mit dem Namen „Blätter für das Armenwesen“. Diese Zeitschrift für die Soziale Arbeit wird heute noch vom Wohlfahrtswerk herausgegeben und erscheint im Nomos Verlag.

### Anfang 20. Jahrhundert
1902 folgte die Anerkennung der „Zentralleitung des Wohltätigkeitsvereins“ als öffentlich-rechtliche Körperschaft. 1921 folgten dann die Umbenennung in „Zentralleitung für Wohltätigkeit in Württemberg“ und die Unterstellung unter die Aufsicht des Innenministeriums als Anstalt des öffentlichen Rechts.
Nach 1918 erfüllte die „Zentralleitung für Wohltätigkeit“ viele wichtige Koordinationsfunktionen für die Wohlfahrtspflege. Allerdings wurde das ursprüngliche Wirken durch den Ausbau der staatlichen Sozialpolitik, die Bewältigung der Kriegsfolgen sowie den Vermögensschwund durch die Inflation erheblich eingeschränkt. Die Zentralleitung konnte jedoch denjenigen Menschen helfen, die von den Sozialleistungen des Staates noch nicht unterstützt wurden.

### Zeit des Nationalsozialismus
Nach der Machtergreifung durch die NSDAP verlor die Zentralleitung einen großen Teil ihrer Aufgaben – wie zum Beispiel die Organisation des erfolgreichen Winterhilfswerks – an die neu gegründete Parteiorganisation Nationalsozialistische Volkswohlfahrt (NSV). Die Zentralleitung wurde 1937 umbenannt in „Zentralleitung für das Stiftungs- und Anstaltswesen in Württemberg“ und in ihren Aufgaben beschränkt auf die Aufsicht über die noch verbliebenen kirchlichen und privaten Einrichtungen der freien Wohlfahrtspflege sowie die Betreuung der ihr anvertrauten Stiftungen.
Der Personalbestand verringerte sich auf wenige Mitarbeiter, und der ehemals hauptamtliche Vorstand wurde zur ehrenamtlichen Funktion (Karl Mailänder war im Hauptamt beim Württembergischen Landesfürsorgeverband und Gausachbearbeiter). Die Funktionsträger waren durchweg mit Vertrauenspersonen des Regimes besetzt und politisch – auch in die NSDAP hinein – gut vernetzt. Die Zentralleitung richtet sich während der NS-Zeit auf die nationalsozialistische Sozialpolitik aus. An der Entstehung des im November 1938 verabschiedeten württembergischen Heimerlass waren Mitglieder der Zentralleitung entscheidend beteiligt. Bewohner von Erziehungsanstalten der Jugendfürsorge wurden demnach nach erbbiologischen sowie „rassehygienischen“ Kriterien erfasst und „selektiert“. In den Jahren bis zum Ende der NS-Diktatur wurden so rund 5.200 Kinder und Jugendliche in Württemberg erfasst und in spezifischen Einrichtungen der freien Wohlfahrtspflege unter Aufsicht der Zentralleitung untergebracht. So konnte das Reichsinnenministerium 1944 leicht auf die „Mulfinger Kinder“ aus Sinti-Familien zugreifen und sie in Konzentrationslagern ermorden lassen.
Auch in die Durchführung der Euthanasieaktion war die Zentralleitung eingebunden. Die Reichssonderbehörde T4 (benannt nach ihrem Sitz in der Tiergartenstr. 4 in Berlin) hatte 1939 unter anderem die Anstalt Grafeneck auf der Schwäbischen Alb beschlagnahmt und zur Tötungsanstalt für Menschen mit Behinderung umfunktioniert. Aufgabe des Landesinnenministeriums – und damit auch der Zentralleitung als Vollzugsorgan – war es, Listen mit Personen aus den beaufsichtigten Anstalten zur „Überstellung“ nach Grafeneck zu erstellen und am Verwaltungsablauf mitzuwirken.

### Nach 1945
Nach 1945 herrschte vor allem bei der Wohnungsversorgung große Not. Besonders alleinstehende Ältere waren benachteiligt. Mit der Zeit entwickelte sich in diesem Bereich ein neuer Aufgabenschwerpunkt: das Angebot von Wohnraum und Hilfsangeboten für ältere Menschen. Weitere Initiativen betrafen die Wiedereröffnung der 1922 gegründeten Mittelstandshilfe zum Handel mit gebrauchtem Hausrat, die Wiederaufnahme der Künstlerhilfe und der Start des „Schwäbischen Frauenfleißes“ für Heimarbeit.
Als der Paritätische Wohlfahrtsverband 1947 in Württemberg-Baden wieder gegründet wurde, zählte die Zentralleitung – wie bereits 1925 bei der Gründung des „Fünften Wohlfahrtsverbands“ – zu den Gründungsmitgliedern.
Eine weitere Umbenennung folgte 1956 in „Landeswohlfahrtswerk für Baden-Württemberg“ als Anstalt des öffentlichen Rechts. Zu den damaligen Aufgaben gehörten neben dem Bau und Betrieb von Altenhilfeeinrichtungen zunehmend auch Planungsfragen zur Infrastruktur und die Theoriebildung in der Altenhilfe.
Im Jahre 1972 wurde die privatrechtliche Stiftung mit dem heutigen Namen „Wohlfahrtswerk für Baden-Württemberg“ (neue Rechtsform) durch das Land Baden-Württemberg gegründet. Damit sollte die Institution gefestigt und ihre Unabhängigkeit von öffentlichen Rahmenbedingungen gesichert werden. Gemäß dem Stiftungsauftrag Innovationen zu fördern, wurden in den folgenden Jahrzehnten vom Wohlfahrtswerk neue Wohnformen für Senioren eingeführt: 1981 die erste Tagespflege für Ältere in Süddeutschland,
1987 das erste Betreute Wohnen in Deutschland und 2000 eine der ersten Wohngemeinschaften für Pflegebedürftige in Baden-Württemberg.
2013, 2016 und 2022 erhielt das Wohlfahrtswerk das Innovationssiegel TOP 100, das die 100 innovativsten mittelständischen Unternehmen Deutschlands auszeichnet.

## Chronik der Vorsitzenden
| Zeitraum  | Vorsitzende | Lebensdaten |
| --------- | --- | ----------- |
| 1819–1848 | Johann Georg August von Hartmann                                                                                            | 1764–1849   |
| 1848–1852 | Karl Scheuerlen | 1798–1850   |
| 1852–1870 | Ludwig August von Gärttner                                                                                                  | 1790–1870   |
| 1870–1872 | Graf Hugo von Leutrum | 1814– 1884  |
| 1872–1876 | Ludwig von Golther | 1823–1876   |
| 1876–1897 | Theodor Köstlin | 1823–1900   |
| 1897–1908 | Rudolf Moser von Filseck | 1840–1909   |
| 1908      | Rudolf Christian Scharpff                                                                                                   | 1862–1914   |
| 1908–1911 | Karl von Geßler | 1853–1911   |
| 1912–1914 | Heinrich von Mosthaf | 1854–1933   |
| 1914–1924 | Hermann von Kern | 1854–1932   |
| 1924–1934 | Edmund Rau | 1868–1953   |
| 1934–1938 | Karl Waldmann | 1889–1969   |
| 1938–1946 | Karl Mailänder | 1883–1960   |
| 1946–1950 | Freiedrich Haussmann (komm. Vorstand)                                                                                       | 1873–1951   |
| 1950–1959 | Karl Mailänder wieder Vorstand                                                                                              | 1883–1960   |
| 1959–1972 | Albert Scholl (Direktor des Landeswohlfahrtswerks)                                                                          | 1906–1993   |
| 1972–1984 | Hans Hummel | 1917–1994   |
| 1984–1996 | Paul Samuel Held | 1932–2019   |
| 1996      | Mit einer Satzungsänderung wird Dietmar Nittel weiteres Mitglied des Vorstands, Paul Samuel Held wird Vorstandsvorsitzender |             |
| seit 1997 | Ingrid Hastedt | 1963        |
| 2004–2021 | Thomas Göbel (Stellv. Vorstandsvorsitzender/ Nachfolger von Dietmar Nittel)                                                 | 1965        |
| seit 2021 | Manuel Arnold (Stellv. Vorstandsvorsitzender)                                                                               | 1979        |

## Struktur
Das Wohlfahrtswerk für Baden-Württemberg hat aktuell drei Tochtergesellschaften. Sie decken die zentralen Aufgabenbereiche der Stiftung ab und bieten Dienstleistungen auch für externe Institutionen an:
- Wohlfahrtswerk Altenhilfe gGmbH: Dienstleistungen in der Altenpflege
- Silberburg Hausdienste GmbH: Reinigung und Haustechnik
- Wohlfahrtswerk Management und Immobilien GmbH: Verwaltung und Dienstleistungen rund um den Bau

## Standorte
- Altenburgheim, Bad Cannstatt
- Betreutes Wohnen Stuttgart-West, Stuttgart-West
- Eduard-Mörike-Seniorenwohnanlage, Stuttgart-Süd
- Else-Heydlauf-Stiftung, Zuffenhausen
- Generationenhaus West, Stuttgart-West
- Haus am Fleinsbach, Filderstadt (Bernhausen)
- Haus am Kappelberg, Fellbach
- Haus am Weinberg, Obertürkheim
- Haus an der Steinlach, Mössingen
- Haus Heckengäu, Heimsheim
- Haus im Park, Bisingen
- Jakob-Sigle-Heim, Kornwestheim
- Karl-Walser-Haus, Ludwigsburg
- Kraichgauheim, Bad Schönborn
- Lußhardtheim, Waghäusel-Kirrlach
- Ludwigstift, Stuttgart-West
- Wohnen mit Gemeinschaft Burgenlandzentrum Stuttgart-Feuerbach
- Wohngemeinschaft Hohenberger Straße, Tübingen-Hirschau
- Wohngemeinschaft Schozacher Straße, Stuttgart-Rot
- Wohn- und Pflegezentrum Flugfeld, Böblingen
- Wohnzentrum Grüne Burg, Pfullendorf
- FSJ/BFD Region Neckar-Alb, Stuttgart
- FSJ/BFD Hohenlohe/Main-Tauber-Kreis, Heilbronn
- FSJ/BFD Region Rhein-Neckar, Ortenau und Karlsruhe, Mannheim
- FSJ/BFD Regionen Bodensee/Südschwarzwald, Radolfzell
- FSJ/BFD Region Südbaden, Freiburg